# Sumaho o otoshita dake nanoni
Sumaho o otoshita dake nanoni (スマホを落としただけなのに?), noto anche con il titolo internazionale Stolen Identity, è un film del 2018 diretto da Hideo Nakata e basato sull'omonimo romanzo di Akira Shiga. L'opera ha avuto un seguito: Sumaho o otoshita dake nanoni: Toraware no satsujinki (2020).

## Trama
A poco a poco, Asami Inaba si accorge che qualcuno sta compiendo diverse azioni ed effettuando pagamenti usando il suo nome; trovare il colpevole non risulterà tuttavia semplice.